# Cantón de Aviñón-Sur
El cantón de Aviñón-Sur era una división administrativa francesa, que estaba situada en el departamento de Vaucluse y la región de Provenza-Alpes-Costa Azul.

## Composición
El cantón estaba formado por una fracción de la comuna que le daba su nombre:
- Aviñón (fracción)

## Supresión del cantón de Aviñón-Sur
En aplicación del Decreto nº 2014-249 de 25 de febrero de 2014, el cantón de Aviñón-Sur fue suprimido el 22 de marzo de 2015 y la fracción de la comuna que le daba su nombre se unió con las demás fracciones para que, por medio de una reestructuración cantonal, fueran creados los nuevos cantones de Aviñón-1, Aviñón-2 y Aviñón-3.